# سد هاتاناگی دو
سد هاتاناگی 2 (به انگلیسی: Hatanagi-II)، سدی بر روی رودخانه اوی در Aoi-آئوی-کو واقع در استان شیزوکا در جزیره هونشو ژاپن است.
این سد یک سد گرانشی بتنی میان خالی است و دارای یک ایستگاه تولید برق آبی است که متعلق به شرکت برق چوبو است.

## تاریخ
بهره‌برداری از پتانسیل دره رودخانه اوی برای توسعه برق آبی توسط دولت میجی در آغاز قرن بیستم محقق شد. رودخانه اوی با حجم زیاد آب و جریان سریع آن شناخته می‌شد. در بالادست آن، کوهستان و سرشاخه‌های آن نواحی دره ای شیب دار با بارندگی فراوان و جمعیت کم بود. کار طراحی این سد در سال ۱۹۰۲ توسط شرکت تولید و انتقال برق ژاپن آغاز شد و اولین سد بر روی رودخانه (سد تاشیرو) در سال ۱۹۲۷ تکمیل شد. ادامه کار به دلیل رکود بزرگ دهه ۱۹۳۰ و جنگ جهانی دوم تا دهه ۱۹۴۰ به حالت تعلیق درآمد. با این حال، در اوایل دهه ۱۹۵۰ نیاز ژاپن به انرژی الکتریکی به‌طور تصاعدی در حال افزایش بود. خط راه‌آهن ایکاوا اویگاوا برای تسهیل ساخت سد توسعه یافت و شرکت تازه تأسیس چوبو الکتریک در ۱۰ سپتامبر ۱۹۵۸، وامی از بانک بازسازی و توسعه ملل متحد برای تأمین مالی پروژه دریافت کرد. ساخت و ساز در دسامبر ۱۹۶۱ پایان یافت و سیستم در اوایل سال ۱۹۶۲ به بهره‌برداری رسید.

## طرح
پروژه هاتاناگی به عنوان یک تأسیسات تلمبه ذخیره ای طراحی شد، که تخلیه از مخزن اول (هاتاناگی ۱) در پنج کیلومتری، به دریاچه سد کوچکتر (هاتاناگی ۲) در پایین دست تخلیه می‌شود. ژنراتورهای نیروگاه شماره ۱ هاتاناگی، به گونه ای طراحی شده بودند که به عنوان یا به صورت ژنراتور برق یا به عنوان پمپ عمل کنند تا جریان آب را در مواقع کم‌تقاضا به مخزن برگردانند. ژنراتورهای نیروگاه شماره ۱ هاتاناگی، ظرفیت ۱۳۷ مگاوات با حداکثر دبی ۱۳۷ مترمکعب بر ثانیه و نیروگاه شماره ۲ هاتاناگی، ظرفیت ۸۵ مگاوات به شبکه برق منطقه توکای در مرکز ژاپن اضافه می‌کند.

## یادداشت
- سدها در ژاپن: گذشته، حال و آینده CRC Press (2009). شابک 978-0-415-49432-8